# Le Male

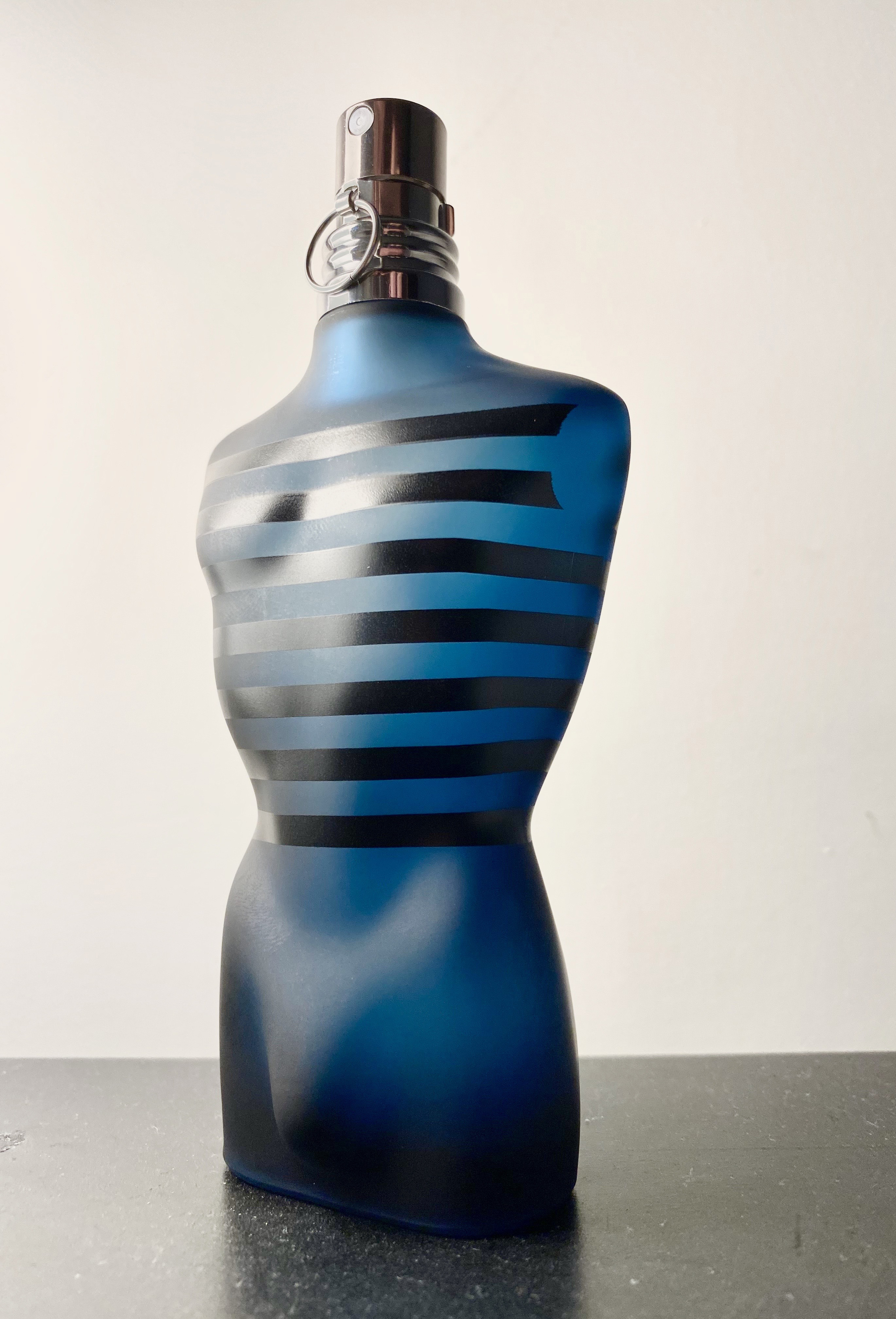
Ultra Male

Le Male és una fragància masculina creada per Francis Kurkdjian per a Jean Paul Gaultier el 1995. Ha estat fabricada per Puig des del 2016 i anteriorment fabricada per la filial de Shiseido, Beauté Prestige International, des del 1995 fins al 2015. La fragància es va desenvolupar com a contrapartida de la fragància femenina Classique, que es va introduir el 1993.
D'aleshores ençà s'han posat a la venda diverses fragàncies flanquejades per la força del nom Le Male. La fragància més recent, Le Male Le Parfum, va sortir a la venda el 2020.

## Llançament i impacte
La filial de Shiseido, Beauté Prestige International, va distribuir fragàncies de Jean Paul Gaultier, inclosa Le Male des del seu llançament l'any 1995, mitjançant un acord de llicència que s'hauria d'estendre des del 1991 fins al 30 de juny del 2016. L'1 de gener de 2016, Puig va adquirir la llicència de fragància de Shiseido per 79,2 milions de dòlars i va compensar la terminació anticipada de la llicència per 22,6 milions de dòlars. Amb aquesta compra, Puig ara controla tant les divisions de moda com de fragàncies de la marca Jean Paul Gaultier. El 28 de gener de 2016, durant una festa de rellançament celebrada per Puig a París, es va estrenar una nova campanya publicitària conjunta de Le Male i Classique, que mantenia l'ària "Casta diva" de l'anunci original i el model americà Chris Bunn retrata el mariner.
El director general de fragància de la marca, Thomas James, va reconèixer Le Male i Classique com «el vaixell insígnia de la marca [que] representen tots els valors de Jean Paul Gaultier [i] continuarà sent un pilar emblemàtic i històric» en el llançament de la fragància femenina Scandal el 2017.